# Ion Mihăescu
Ion Mihăescu (n. 23 septembrie 1907, Cetate, Dolj, România – d. 20 august 1998, București, România) a fost un scriitor, publicist, profesor și deținut politic român.

## Biografie
S-a născut în Cetate, județul Dolj. A urmat școala gimnazială la Gimnaziul Independența din Calafat, iar studiile liceale la Colegiul Național „Sfântul Sava” din București. Ulterior, a urmat Facultatea de Litere și Filosofie din București, unde a devenit licențiat în litere în 1929.
După finalizarea studiilor, Ion Mihăescu a fost profesor la gimnaziul din Calafat și la Liceul Dimitrie A. Sturdza din Craiova. Între 1934 și 1938, a lucrat ca traducător al presei de limbă franceză în cadrul Ministerului de Externe. A continuat cariera didactică la Colegiul Carol I din Craiova, unde a ocupat funcția de director al internatului între 1939 și 1941. În perioada 1943-1944, a fost director al Liceului de Băieți din Corabia.
S-a căsătorit în 1930 cu Florica Ivanovici, colegă de facultate și fiica unui comerciant sârb din Craiova.
Între 1951 și 1956, Mihăescu a fost deținut politic, fiind considerat dușman al clasei muncitoare, prin Închisoarea Ghencea, Canalul Dunăre-Marea Neagră, Jilava, Ocnele Mari, Margineni, Făgăraș și Văcărești. După eliberare, a predat la Liceul Frații Buzești din Craiova și, ulterior, s-a mutat la Câmpina, unde a predat la liceele din Moreni și Nehoiu, precum și la Liceul A.I. Cuza din Alexandria.

## Activitatea publicistică
A debutat în 1929 în revista Crucea Roșie. Împreună cu scriitorii Tiberiu Iliescu și Constantin Manea, a editat revista Meridian între 1934 și 1946. A colaborat cu publicații precum Adevărul, Jurnalul, Provincia literară, Răboj și Tribuna Partidelor Politice și Parlamentare, unde a scris recenzii, notițe literare sau articole politice. A scris și sub pseudonimul Mihai Florida sau Vasile Șerban.

## Opera
- Sirop și cocktail (1932)
- Originea limbii romane (1941)

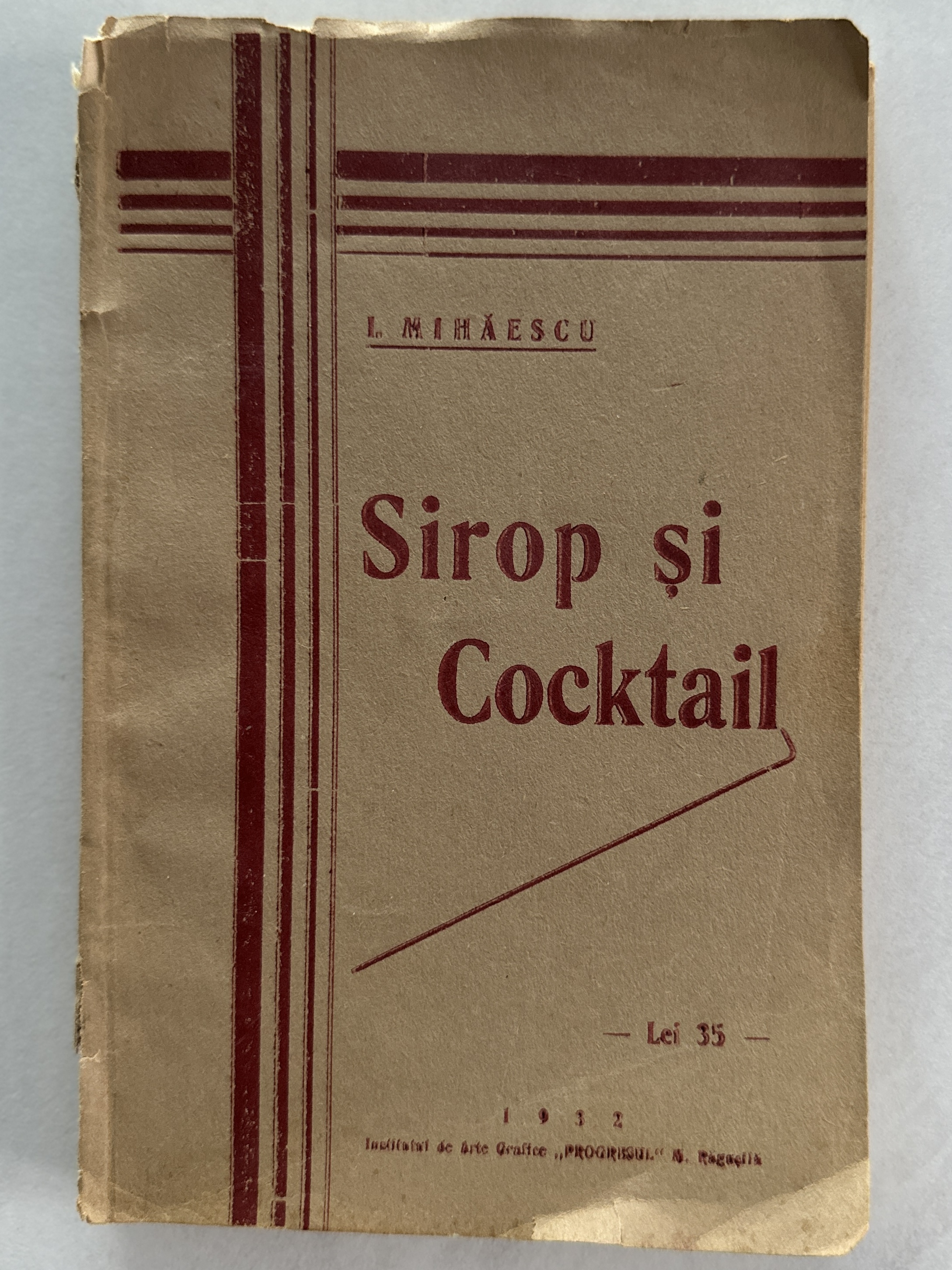
Coperta cărții Sirop și cocktail de Ion Mihăescu, publicată în 1932

- Vieața și opera lui Mihai Eminescu. Poezii (1947)
- Sinteze de istoria literaturii romane (1947)
- Scriitori în muzee și case memoriale (împreună cu Mihai Gelelețu, 1979)
- Muzee și case memoriale ale scriitorilor (împreună cu Mihai Gelelețu, 1979)
- Povestea profesorului Marian (sub pseudonimul Vasile Șerban, 1988)
- Se caută un detectiv (sub pseudonimul Mihai Florida, 1996)

## Aprecieri
În 2003, Mihai Gelelețu a publicat: Profesorul meu, Ion Mihăescu.